# Seiridium cardinale
El Seiridium cardinale es un hongo ascomiceto que provoca en las cupresáceas la enfermedad conocida como chancro del ciprés.
Seiridium cardinale está considerado el patógeno más destructivo de los cipreses. Su área de distribución se extiende por Europa, Norteamérica, Argentina, y Australia. Es común en toda España. En los árboles que infecta, provoca chancros en los troncos y ramas, normalmente acompañados de la secreción de resina. A medida que la necrosis en torno al chancro avanza, las ramas afectadas de la copa del árbol se van desecando, y adquieren primero un color rojizo, para defoliarse después. La enfermedad suele extenderse hacia las partes bajas del árbol, pudiendo llegar a afectar al tronco principal y provocar la muerte del árbol. No se conocen tratamientos curativos efectivos. Como prevención, lo más efectivo es la eliminación de las ramas que presenten los primeros síntomas.
Las especies de ciprés más sensibles son Cupressus macrocarpa y C. sempervirens, aunque también ataca a C. arizonica, C. lusitanica, Chamaecyparis lawsoniana, Thuja occidentalis y T. gigantea.